# Joseph Fargis
Joseph Fargis, né le 2 avril 1948 à New York, est un cavalier américain de saut d'obstacles.

## Carrière
Joseph Fargis participe sur la jument Pur-sang baie Touch of Class aux Jeux olympiques d'été de 1984 à Los Angeles : il remporte avec elle deux médailles d'or en saut d'obstacles individuel et par équipe.
Il est aussi présent aux Jeux olympiques d'été de 1988 à Séoul avec le cheval Mill Pearl : il termine septième en saut d'obstacles individuel et fait partie de l'équipe américaine médaillée d'argent.